# Romplumb
Romplumb Baia Mare este o companie de stat producătoare de plumb din România.
A fost înființată în anul 1990, ca societate comercială pe acțiuni din ramura metalurgie neferoasă, având inițial denumirea de „Imn Firiza”, iar din ianuarie 1991 și-a schimbat numele în Romplumb SA Baia Mare.
Activitatea principală a societății o constituie obținerea plumbului decuprat din concentrate selective de plumb, prin prelucrarea pirometalurgică a concentratelor de plumb în cuptor vertical cu cuvă tip Watter Jacket.
Societatea produce plumb decuprat sub formă de lingouri de circa două tone.
Compania Romplumb este atestată documentar din 1844.
În anul 2009 compania a avut o producție de 3.490 tone, în 2008 de 2.143 tone,
iar în 2007 de 5.256 tone
În septembrie 2007, Romplumb a depășit de 3,5 ori valoarea maximă admisă a indicatorului de poluare cu plumb și de 5,9 ori indicatorul pentru cadmiu, pulberile toxice împrăștiindu-se pe o suprafață de peste șase kilometri, în zona orașului Baia Mare.
Număr de angajați
- 2012: 540[6]
- 2010: 670[1]
- 2009: 680[3]

Cifra de afaceri:
- 2010: 10,8 milioane euro[7]
- 2009: 35,8 milioane lei (8,5 milioane euro)[1]
- 2008: 30,9 milioane lei (8,4 milioane euro)[1]
- 2007: 14,8 milioane euro[8]
- 2006: 10,9 milioane euro[8]
- 2005: 9,8 milioane euro[8]